# Борсуки
Борсуки — несколько одноимённых казацко-старшинских, впоследствии дворянских родов, которые, возможно, имеют общее происхождение. Самый известный из них берёт начало от нежинского полкового сотника (1649—1654) Ивана Борсука. Его сын — Марк Иванович Борсук — был сотником 3-й полковой нежинской сотни (1672) и нежинским полковником (1675—1677). Потомки Марка служили в Нежинском полку и занимали должности сотников и полковой старшины.
К другому роду относятся: Пётр Борсук (?—1706) — козелецький сотник (1701—1702) и киевский полковник (1706), его сын Яков Петрович Борсук (? — ок 1742) — киевский наказной полковник (1706, 1709), киевский полковой есаул (1729), козелецький городовой атаман (1729—1731) его внуки Зиновий Яковлевич Борсук (ок. 1720 — ок. 1785) — киевский полковой писарь (1742—1753), киевский полковой судья (1753-64) и киевский полковой обозный (1764—1781) и Яким Яковлевич Борсук (?—1759) — стародубский полковник (1757—1759).
Роды Борсуки внесены в 2-й и 3-й части Родословных книг Черниговской губернии.

## Описание герба
Щит четверочастный: в 1 поле кавалерский крест, сопровождаемый четырьмя звёздами; во 2 — сабля и корона в андреевский крест; в 3 — стрела и опрокинутое копье в андреевский крест; в 4 — лев